# Takayuki Yamada
Takayuki Yamada (山田孝之?, Takayuki Yamada; Satsumasendai, 20 ottobre 1983) è un attore e cantante giapponese.
Scoperto a 15 anni, viene messo sotto contratto dalla Stardust Promotion. Ha due sorelle più grandi.

## Biografia
Fa il suo debutto nel 1999 in Psychometrer Eiji 2; dopo di che partecipa a varie fiction e dorama in ruoli di supporto, come The Long Love Letter e Lunch no joō, entrambi assieme al quasi coetaneo Yamapi.
Collaborò più volte con il regista Takashi Miike, sia nei due film ispirati al manga Crows Zero e Crows Zero II dove interpretava Tamao Serizawa, il rivale poi amico del protagonista, e in 13 assassini dove interpreta il nipote di Shinzaemon, il leader del gruppo. L'interpretazione di pellicole ispirate ai manga è una sua costante, prima con Ikigami e poi con i due film dedicati a Gantz.
In televisione ha svolto poi sempre più ruoli notevoli da protagonista in molti dorama stagionali, i più importanti dei quali sono Sekai no chūshin de, ai o sakebu e Byakuyakō, entrambi affiancato ad Haruka Ayase, ma anche Taiyō no uta con Erika Sawajiri.
Dopo aver avuto un figlio al di fuori del matrimonio nel 2005 con l'attrice Chiho Oyama, si è sposato nel 2012 e nel marzo 2013 ha avuto un figlio maschio.

## Filmografia

### Cinema
- Dragon Head, regia di Jôji Iida (2003)
- Jennifer namidaishi no koi, regia di Kenki Saegusa (2004)
- Densha Otoko Deluxe, regia di Shôsuke Murakami (2005)
- The Letter (Tegami), regia di Jirô Shôno (2006)
- Crows Zero, regia di Takashi Miike (2007)
- That Time I Said Hi to My Boyfriend (Sono toki wa kare ni yoroshiku), regia di Yuichiro Hirakawa (2007)
- Maiko Haaaan!!!, regia di Nobuo Mizuta (2007)
- 252: Seizonsha ari, regia di Nobuo Mizuta (2008)
- Ikigami, regia di Hibiki Inamoto (2008)
- Oarai ni mo hoshi wa furu nari, regia di Yûichi Fukuda (2009)
- MW, regia di Hitoshi Iwamoto (2009)
- Kamogawa Horumo, regia di Katsuhide Motoki (2009)
- Crows Zero II, regia di Takashi Miike (2009)
- 13 assassini, regia di Takashi Miike (2010)
- Wait and violent, (2010)
- Seaside Motel, regia di Kentarô Moriya (2010)
- Unfair 2: the Answer, regia di Shimako Satō (2011)
- Yubiwa wo Hametai, regia di Yuki Iwata (2011)
- Milocrorze: a Love Story, regia di Yoshimasa Ishibashi (2011)
- Oba: The Last Samurai, regia di Hideyuki Hirayama (2011)
- Gantz Revolution - Conflitto finale, regia di Shinsuke Sato (2011)
- Gantz - L'inizio, regia di Shinsuke Sato (2011)
- Il canone del male, regia di Takashi Miike (2012)
- Sono yoru no samurai, regia di Masaaki Akahori (2012)
- Yamikin Ushijima-kun, regia di Masatoshi Yamaguchi (2012)
- Nobou, regia di Shinji Higuchi, Isshin Inudô (2012)
- Arakawa Under the Bridge, regia di Iizuka Ken (2012)
- Yuusha yoshihiko to akuryo no kagi, regia di Fukuda Yuichi (2012)
- The Mole Song: Undercover Agent Reiji, regia di Takashi Miike (2014)
- Bakuman, regia di Hitoshi Ōne (2015)
- Diamond Is Unbreakable, regia di Takashi Miike (2017)
- Gintama, regia di Yūichi Fukuda (2017)

### Televisione
- Psychometrer Eiji 2 (サイコメトラーEIJI2?) – serie TV, (1999)
- Aoi Tokugawa Sandai (葵徳川三代?) – serie TV, (2000)
- Rokubanme no Sayoko (六番目の小夜子?) – serie TV, (2000)
- Koi ga Shitai x3 (恋がしたい×3?) – serie TV, (2001)
- Jidan Kosho Jinnai Tamako Ura File (示談交渉人甚内たま子”裏”ファイル?) – serie TV, (2001)
- Churasan (ちゅらさん?) – serie TV, (2001)
- Onmyoji Abe no Seimei (陰陽師☆安�?晴明～王都妖奇譚～?) – serie TV, (2002)
- Akahige (赤ひげ?) – serie TV, (2002)
- Lunch no joō (ランチの女王?) – serie TV, (2002)
- Jidan Kosho Jinnai Tamako Ura File 2 (示談交渉人甚内たま子”裏”ファイル２?) – serie TV, (2002)
- The Long Love Letter (ロング・ラブレター～漂流教室～?) – serie TV, (2002)
- Water Boys (ウォーターボーイズ?) – serie TV, (2003)
- Churasan 2 (ちゅらさん2?) – serie TV, (2003)
- Hatachi (はたち～1982年に生まれて～?) – serie TV, (2003)
- Churasan 3 (ちゅらさん3?) – serie TV, (2004)
- Sekai no chūshin de, ai o sakebu (世界の中心で、愛をさけぶ?) – serie TV, (2004)
- Jidan Kosho Jinnai Tamako Ura File 3 (示談交渉人甚内たま子”裏”ファイル3?) – serie TV, (2004)
- Fire Boys (ファイアーボーイズ ～～め組の大吾～?) – serie TV, (2004)
- Start Line ~Namida no Sprinter~ (スタートライン～涙のスプリンター～?) – serie TV, (2005)
- Densha Otoko (電車男?) – serie TV, (2005) cameo episodio 1 & special
- H2~Kimi to Itahibi (H2～君といた日々?) – serie TV, (2005)
- Churasan 4 (ちゅらさん4?) – serie TV, (2007)
- BOSS – serie TV, (2009) ep. 4-5
- Yamikin Ushijima-kun – serie TV, (2010)
- Wagaya no rekishi – serie TV, (2010)
- Arakawa Under the Bridge – serie TV, (2011)
- Yuusha Yoshihiko to Maou no Shiro – serie TV, (2011)
- Il regista nudo – serie TV, (2019)
- House of Ninjas – serie TV, (2024)

### Doppiatore
- La ricompensa del gatto - film animato (2002) - Lune
- Dragon Quest Heroes II - videogioco (2016) - Cesar
- DC Super Heroes vs. Eagle Talon - film animato (2017) - Batman/Bruce Wayne
- L'isola dei cani - film animato (2018) - giovane scienziato #1
- Dragon Quest: Your Story - film animato (2019) - Pankraz Gotha
- L'immaginario - film animato (2024) - Jinzan

## Doppiatori italiani
Nelle versioni in italiano dei suoi film Takayuki Yamada è stato doppiato da:
- Paolo Carenzo in Gantz - L'inizio, Gantz Revolution - Conflitto finale
- Gianfranco Miranda in 13 assassini

Da doppiatore è sostituito da:
- Luca Ferrante in La ricompensa del gatto

## Riconoscimenti
- 2004: 42º Television Drama Academy Awards: miglior attore per Sekai no Chuushin de, Ai wo Sakebu
- 2004: Japanese Academy Awards: Best Newcomer
- 2005: Oricon migliori attori protagonisti Film – Miglior attore protagonista valutata 4 per Densha Otoko
- 2006: 48º Television Drama Academy Awards: miglior attore per Byakuyakō
- 2011: New York Asian Film Festival – Star Asia Rising Star Award